# Alvin i wiewiórki (serial animowany 1983)
Alvin i wiewiórki / Szaleństwa Alvina Wiewiórki (ang. Alvin & the Chipmunks, 1983–1990) – amerykański serial animowany wyprodukowany przez Bagdasarian Productions, Ruby-Spears Enterprises i DIC Entertainment.

## Fabuła
Serial opowiada o przygodach trzech śpiewających wiewiórek – Alvina, Szymona i Teodora, którzy mieszkają w domu razem z menadżerem i pisarzem piosenek – Dave’em – oraz przeżywają niesamowite przygody.

## Bohaterowie
- Alvin Seville – lider wiewiórek. Ubiera się w czerwony sweter z żółtą literą A, czasem zakłada również czerwoną bejsbolówkę. Uwielbia rozrabiać.
- Szymon Seville – najmądrzejszy wiewiór. Ubiera się w niebieski sweter. Jest wysoki i chudy. Nosi okulary.
- Teodor Seville – najpulchniejszy wiewiór. Ubiera się w zielony sweter. Jest zabawny i wrażliwy.
- David "Dave" Seville – menadżer, pisarz piosenek oraz ojciec wiewiórek – Alvina, Szymona i Teodora.
- Brittany – piosenkarka oraz liderka „Wiewióreczki”. Jest starszą siostrą Żanety i Eleonory. Ubiera się w różową sukienkę.
- Jeanette – piosenkarka oraz członkini zespołu „Wiewióreczki”. Jest młodszą siostrą Brittany oraz starszą siostrą Eleonory. Bywa wstydliwa. Jeanette nosi niebieski sweter i fioletową spódniczkę.
- Eleanor – piosenkarka oraz członkini zespołu „Wiewióreczki”. Jest młodszą siostrą Brittany i Żanety. Jest najbardziej wysportowana z dziewczyn. Eleanor nosi zieloną sukienkę z niebieskim krawatem w paski.

## Obsada (głosy)
- Ross Bagdasarian Jr. –
  - Alvin,
  - Szymon,
  - David "Dave" Seville,
  - Harry
- Janice Karman –
  - Teodor,
  - Brittany,
  - Żaneta,
  - Eleonora
- Dody Goodman – Panna Beautrice Miller
- Alan Young – Dziadek Seville

## Wersja polska
W Polsce serial (a dokładniej pierwsze 26 odcinków wyprodukowane przez DiC Entertainment, czyli 2. połowa sezonu VI oraz cały VII) emitowany był pod nazwą Szaleństwa Alvina Wiewiórki z polskim dubbingiem na kanale TVP1 (pierwszy odcinek wyemitowano 11 sierpnia 1994). Potem emitowany na antenie Polsatu, od 5 października 1994[wymaga weryfikacji?] (wyemitowano 54 odcinki - całą serię od I do V sezonu oraz 2 pierwsze odcinki z sezonu VI). Następnie był emitowany w paśmie wspólnym TVP Regionalnej (od 7 października 1999 roku, wyemitowano 24 odcinki), później emitowany był w telewizji TVN (od 1 stycznia 2001) w Bajkowym kinie w wersji z lektorem, którym był Janusz Szydłowski (wyemitowano 54 odcinki - całą serię od I do V sezonu oraz 2 pierwsze odcinki z sezonu VI).

### Dubbing
Wersja polska: TELEWIZYJNE STUDIA DŹWIĘKU – WARSZAWA

Reżyseria: Maryla Ankudowicz

Dialogi: Dariusz Dunowski

Operator dźwięku: Krzysztof Nawrot

Montaż: Danuta Rajewska

Kierownik produkcji: Krzysztof Mitura

Wystąpili:
- Anna Gornostaj
- Anna Apostolakis
- Marek Cichucki
- Andrzej Krucz

i inni
Opracowanie muzyczne: Marek Klimczuk

Tekst piosenek: Dariusz Dunowski

Śpiewał: Jacek Bończyk

Lektor: Jacek Brzostyński

### Lektor TVN
Wersja polska: Master Film na zlecenie TVN

Tekst: Anna Maria Nowak

Czytał: Janusz Szydłowski

## Spis odcinków
Lista odcinków serialu Szaleństwa Alvina Wiewiórki